# گریم راکستون
گریم راکستون (انگلیسی: Graeme Ruxton؛ زادهٔ ۱ ژانویهٔ ۱۹۵۰) بوم‌شناس است.  یک جانورشناس است که به دلیل تحقیقات خود در مورد اکولوژی رفتاری و اکولوژی فرگشتی شناخته شده است.